# Vergigny
 Vergigny  es una comuna y población de Francia, en la región de Borgoña, departamento de Yonne, en el distrito de Auxerre y cantón de Saint-Florentin.
Su población en el censo de 1999 era de 1.508 habitantes. La comuna incluye dos communes associées: Bouilly (266 hab.) y Rebourseaux (216 hab.).
Está integrada en la Communauté de communes du Florentinois .

## Demografía
| 1058 | 1000 | 1402 | 1421 | 1487 | 1508 |
| Para los censos de 1962 a 1999 la población legal corresponde a la población sin duplicidades (Fuente: INSEE [Consultar]) |      |      |      |      |      |